# Ernst Stengelin
Erwin Hermann Stengelin (* 6. Mai 1909 in Tuttlingen; † 14. Oktober 1943 im Vernichtungslager Sobibór) war ein deutscher SS-Unterscharführer und wurde im Aufstand von Sobibór getötet. Über sein Leben ist nichts bekannt.
Stengelin diente in der Tötungsanstalt Schloss Grafeneck in Grafeneck bei Münsingen und in der NS-Tötungsanstalt Hadamar, bevor er in der „Aktion Reinhardt“ ins Vernichtungslager Treblinka abkommandiert wurde. Anschließend kam er kurz vor dem Aufstand von Sobibór ins Vernichtungslager Sobibór. Dort wurde er im Lager I eingesetzt und wurde von den Lagerhäftlingen im Verlauf des Aufstands getötet. Suchomel berichtete als Einziger von seinem Tod.